# Консультативная психология и психотерапия
«Консультативная психология и психотерапия» (до 2009 включительно — «Московский психотерапевтический журнал») — рецензируемый специализированный журнал, освещающий проблемы теории, методологии и практики психотерапии, консультативной психологии и смежных дисциплин.

## Общая информация
Помимо оригинальных исследований, журнал публикует обзоры литературы по психотерапии и консультативной психологии, переводы, материалы «Круглых столов», интервью, рецензии. Основанный в 1992 г. по инициативе Ф. Е. Василюка и В. Н. Цапкина, журнал стал первым в России периодическим изданием по психотерапии и психологическому консультированию. В 2002 г. журнал был номинирован на участие в Национальном психологическом конкурсе «Золотая психея» (Санкт-Петербург, «Иматон») и удостоен звания «Лучший проект 2002 года в области интеграции психологов в единое профессиональное сообщество».
Журнал включен в базы данных ВИНИТИ РАН и рекомендован Высшей аттестационной комиссией Министерства образования РФ в перечне ведущих научных журналов и изданий для публикации научных результатов диссертационных исследований. Ссылки на опубликованные в журнале статьи часто встречаются в списках рекомендуемой литературы, предлагаемой учебными и справочными изданиями. Появление «МПЖ» послужило стимулом для создания ряда других периодических изданий в области практической психологии, таких, как «Журнал практического психолога» (под ред. А. Г. Лидерса), киевский «Журнал практикующего психолога» (под ред. А. Ф. Бондаренко).
| Главный редактор            | Годы      |
| --------------------------- | --------- |
| Ф. Е. Василюк, Цапкин В. Н. | 1992-1994 |
| Фенько А. Б.                | 1994-1996 |
| Снегирёва Т. В.             | 1997-2008 |
| Ф. Е. Василюк               | с 2009    |

## Основные рубрики журнала
- Антропология, феноменология, культура
- Теория и методология
- Исследования
- Мастерская
- Психотерапевтический цех
- Специальная психотерапия
- Случай из практики
- Эссе
- Дебют

## Спецвыпуски журнала
В отличие от таких узкоспециализированных периодических изданий, как, например, «Вестник психоанализа», тематика журнала охватывает все направления современной психотерапии, а подборки лучших текстов, принадлежащих тем или иным психотерапевтическим школам и направлениям, составляют содержание ежегодно публикуемых тематических номеров журнала (см. рис.).
Так, в 1996 г., когда российский читатель был почти не знаком с когнитивной терапией, вышел спецвыпуск «МПЖ» по когнитивной терапии. При подготовке выпуска редакция обратилась с письмом к А. Беку, и он написал вступительную статью.

## Аудитория журнала
Журнал ориентирован на психологов, врачей и священнослужителей, занимающихся психологическим консультированием и психотерапией, гуманитариев, прежде всего философов. Редакция журнала

смогла привлечь к работе и опубликовать тексты не только знаменитых психотерапевтов (Дж. Бьюдженталя, Д. Винникотта, Х. Кехеле, А. Миндела, Р. Мэя, М. Эриксона и др.), но и таких выдающихся мыслителей современности, как Ж. Ванье, митрополит Антоний Сурожский и др. — Зинченко В.П. Отзыв на проект «Московский психотерапевтический журнал — 1992-2002», предоставленный на Национальный психологический конкурс «Золотая психея» // «Московский психотерапевтический журнал» — 2002. — № 4. — С. 12.
Постоянными авторами журнала являются ведущий научный сотрудник Института философии РАН В. М. Розин, Л.Г. Лысюк (Беларусь), декан ф-та психологии Российского Православного Университета во имя апостола Иоанна Богослова Андрей Лоргус и др.

### Соотношение психотерапии и религии
Много внимания в журнале уделяется проблеме соотношения психотерапии и религии. До появления «МПЖ» эта тема в России была представлена единичными переводами работ классиков зарубежной психологии. Дискуссия «Психотерапия и религия» в «МПЖ» была открыта публикацией статей М. С. Занадворнова и В. М. Розина с предисловием редакции. В 1997 г. вышел первый спецвыпуск «МПЖ» по христианской психологии, а с 2003 тематические номера «Христианская психология» издаются ежегодно (см. рис.).

## Доступ к электронной версии
Весной 2010 г. была завершена работа по оцифровке выпусков журнала. Все статьи, опубликованные в журнале с момента его основания, теперь доступны в электронном виде на официальном сайте. Ряд статей находится в открытом доступе, и для их бесплатного скачивания требуется только регистрация на сайте. Некоторые публикации размещены также в электронной библиотеке МГППУ.